# زرقف سيتشوان
زرقف سيتشوان (الاسم العلمي Perisoreus internigrans)، نوع طير من الزرقف وفصيلة الغرابيات. موطنه الصين. موئله الطبيعي الغابات الجبلية الرطبة الشبه الاستوائية المدارية. وهو مهدد بفقدان موائله.